# 1C
1C (ros. Фирма 1С) – rosyjski niezależny producent i wydawca oprogramowania z siedzibą w Moskwie. Przedsiębiorstwo znane jest poza Rosją jako producent oraz wydawca gier komputerowych. Stworzyło również pakiet oprogramowania biznesowego 1C:Предприятие (1C:Predpriyatiye, 1C:Enterprise).

## Historia
Przedsiębiorstwo 1C zostało założone w 1991 roku w Moskwie przez Borysa Nuralijewa. Jego głównym celem było dostarczenie oprogramowania, które nie będzie wymagało wiedzy na temat prowadzenia księgowości czy pisania kodu.
W 1996 roku przedsiębiorstwo zajęło się dystrybucją gier komputerowych. Produkcję gier rozpoczęto w roku 1997, a działalność wydawniczą w 1999 roku. Od tamtego momentu 1C wykupiło wielu lokalnych producentów gier komputerowych i zdecydowało się na rozwój na amerykańskim rynku poprzez zawarcie umów dystrybucyjnych z takimi wydawcami gier jak Ubisoft, Atari czy Codemasters. 1C co roku prezentowało nowe produkty na targach E3. Od dużych wydawców pozyskiwano prawa do dystrybucji na zasadach wyłączności gier komputerowych na terenie Rosji oraz krajów Wspólnoty Niepodległych Państw. Poszerzono również ofertę o gry online.
W 2008 roku 1C przejęło studio Buka Entertainment.
Do roku 2009 sieć sprzedaży 1C obejmowała 280 sklepów oraz licencje na dystrybucję ponad 4000 tytułów w 600 miejscach na całym terenie dawnego bloku wschodniego. W lutym tego samego roku 1C przejęło SoftClub (największego dystrybutora gier komputerowych w Rosji).
W październiku 2011 roku 1C uzyskało 200 milionów dolarów dofinansowania z Baring Vostok Capital Fund i uruchomiło międzynarodową usługę dla programistów o nazwie 1C:Developer Network (1C:DN).
W lutym 2022 1C zostało przejęte przez Tencenta. W kwietniu tego samego roku przedsiębiorstwo wraz z 1C-Poland zostało objęte sankcjami w Polsce z powodu inwazji Rosji na Ukrainę. W czerwcu 2022 spółka zmieniła nazwę na Fulqrum Games.

## Produkty

### Oprogramowanie biznesowe
Stworzone przez spółkę oprogramowanie 1C:Enterprise 8 składa się z dwóch części: platformy 1C:Enterprise i 1C Applied Solutions. Platforma 1C:Enterprise 8.3 Applied Solutions zawiera moduł księgowy oraz funkcję zarządzania kontaktami, zarządzania stanami magazynowymi i zarządzania dokumentami.
1C jest jedną z pierwszych prywatnych spółek rosyjskich które otrzymały Państwową Nagrodę Federacji Rosyjskiej. Przedsiębiorstwo uzyskało to wyróżnienie za stworzenie i implementację platformy 1C:Enterprise w 2002 roku.
Platforma 1C:Enterprise pozwala na tworzenie i rozwój aplikacji dopasowanych do potrzeb biznesowych przedsiębiorców. Oprogramowanie umożliwia pracę zarówno w ramach grubych, cienkich oraz sieciowych klientów. Wspomaga również tworzenie aplikacji mobilnych na system Android oraz iOS w tym samym środowisku używając  języka programowania 1C.
Na rynku dostępne jest także międzynarodowe oprogramowanie oparte na platformie 1C: Enterprise, w tym  1C:Accounting Suite oraz 1C:Small Business.

### Gry komputerowe
1C jest producentem komputerowych gier symulacyjnych i strategicznych. Przedsiębiorstwo stworzyło serię symulatorów lotów bojowych osadzonych w realiach II wojny światowej Il-2 Sturmovik, składającą się z tytułów Il-2 Sturmovik (2001), Forgotten Battles (2003), Pacific Fighters (2004), 1946 (2006), Birds of Prey (2009), Cliffs of Dover (2011) oraz Battle of Stalingrad (2013). 1C stworzyło również grę Theatre of War, wydane na Zachodzie przez Battlefront.com.
Poza produkcją gier, 1C finansuje projekty niezależnych producentów, jest współwydawcą z ponad 30 niezależnymi studiami i wydało ponad 100 tytułów na komputery oraz konsole, w tym tytuły: Hard Truck 2, King of the Road, Rig'n'Roll, Space Rangers, Soldiers: Heroes of World War II, Faces of War, Men of War series, Perimeter, Fantasy Wars, Death to Spies, King’s Bounty oraz Red Orchestra 2: Bohaterowie Stalingradu.